# Кительман, Эмиль Иосифович
Эми́ль Ио́сифович Кительма́н (азерб. Emil İosifoviç Kitelman; 1 ноября 1983, Баку, Азербайджанская ССР, СССР) — азербайджанский и израильский футболист, полузащитник.
Брат Эмиля — Михаил Кительман также является футболистом и защищал цвета многих азербайджанских клубов.

## Биография
В футбол начал играть в возрасте 8 лет в СДЮШОР «Нефтчи». Первыми тренерами были Виталий Степанович и Иван Андреевич. С 1993 по 1998 года учился в детской футбольной школе клуба «Нефтчи» под руководством Ислама Керимова. Обучался также на факультете Менеджмента и Управления Бакинского Университета Бизнеса.
В 2002 году вместе с семьёй переехал в Израиль. Три года выступал за «Маккаби» (Герцлия), клуб первой лиги чемпионата Израиля. На 3-й год у игрока возникли разногласия с тренером, приведшие к потере места в основе.
Также играл за израильские клубы «Секция Нес-Циона» и «Ирони Квар-Ена».
Выступал за клубы азербайджанской премьер-лиги — «Хазар Университети», «Шафа» (Баку), «Бакылы» (Баку), «Олимпик» (Баку), «Баку».
С 2009 — игрок клуба «Масаллы». В 2010 играл за клуб первой лиги «Ряван».

## Сборная Азербайджана
Выступал за юношескую (U-19) сборную Азербайджана, за которую провёл два официальных матча в рамках отборочных матчей чемпионата Европы, против сборных Финляндии и Македонии.

## Достижения
- Обладатель Кубка Азербайджана: 2000/01 (в составе клуба «Шафа»).